# ワタシの、センタク。
『東和薬品Presents ワタシの、センタク。』（とうわやくひんプレゼンツ ワタシの、センタク。）は、ニッポン放送制作のトーク番組。パーソナリティーは、南こうせつ。

## 概要
番組タイトルは、東和薬品のジェネリック医薬品の販促フレーズから引用。
ニッポン放送にて2015年3月まで放送されていた『上柳昌彦・山瀬まみ ごごばん!フライデースペシャル』内で、14:40頃から放送されていた生放送コーナー「森野熊八 体いきいき楽しい食卓」が2014年10月にて終了となり、後コーナーとして2014年11月7日より開始された事前録音フロート番組。2015年4月からはニッポン放送での内包番組が『金曜ブラボー。』へ改編された。
当初はニッポン放送のみのローカル番組であったが、2015年1月よりNRN系各局（JRN系単独加盟局含む）へネットを開始し、RKBラジオ・CBCラジオ・ABCラジオ・STVラジオの各ワイド番組の内包コーナーとなった。ネット局では、開始当初の1月は制作局のニッポン放送と放送回が異なっていたが、2月よりニッポン放送と同一の内容に統一され、週当たりで同一放送となっている。各局とも、当番組を内包しているワイド番組のパーソナリティーによる、当日の放送内容に関する掛け合いが特徴となっている。
しかし、ABCラジオ以外のネット局では2015年6月で放送を終了。番組自体も同年9月最終週放送分が最終回になった。

## 出演者

### パーソナリティ
- 南こうせつ

## ネット局・放送時間
| 放送地域   | 放送局              | 放送時間              | 内包番組                                                       | 内包ワイド番組パーソナリティー                                                                           | 放送期間                                     | 備考                                                                   |
| ---------- | ------------------- | --------------------- | -------------------------------------------------------------- | --- | -------------------------------------------- | ---------------------------------------------------------------------- |
| 関東広域圏 | ニッポン放送 制作局 | （金）14:40 - 14:50頃 | 『上柳昌彦・山瀬まみ ごごばん!フライデースペシャル』内         | 上柳昌彦（ニッポン放送アナウンサー） 山瀬まみ 五戸美樹（ニッポン放送アナウンサー、提供読み担当（収録）） | NRNキー局 2014年11月~2015年3月               | 「ごごばん!デイリースペシャル」と コーナー名がついた上で放送していた。 |
| 関東広域圏 | ニッポン放送 制作局 | （金）14:38 - 14:48頃 | 『金曜ブラボー。』内                                           | 望月理恵 上柳昌彦（ニッポン放送アナウンサー） 五戸美樹（ニッポン放送アナウンサー、提供読み担当（収録）） | 2015年4月3日~2015年9月25日                   |                                                                        |
| 北海道     | STVラジオ           | （金）13:45 - 13:55頃 | 『よしこのどさんこラジオ』内 （どさんこラジオ）                | 内山よしこ（STVアナウンサー） 高山幸代（STVアナウンサー）                                                | NRN単独加盟局 2015年1月~2015年3月            |                                                                        |
| 北海道     | STVラジオ           | （金）13:45 - 13:55頃 | 『生活情報バラエティ わくわくラジオ』内                        | 黒岩孝康 中村笑野（提供読み担当）                                                                        | 2015年4月3日~2015年6月                       |                                                                        |
| 中京広域圏 | CBCラジオ           | （木）11:25 - 11:35頃 | 『つボイノリオの聞けば聞くほど』内                             | つボイノリオ 小高直子（CBCアナウンサー、提供読み担当）                                                   | JRN単独加盟局 2015年1月~2015年6月            |                                                                        |
| 近畿広域圏 | 朝日放送            | （木）14:30 - 14:40頃 | 『桑原征平粋も甘いも』（木曜日）内 （ABCパワフルアフタヌーン） | 桑原征平 永田まり（提供読み担当）                                                                        | NRN・JRNクロス加盟局 2015年1月~2015年9月24日 | 2015年8月第1週~第3週は 全国高校野球選手権大会中継のため 放送休止。     |
| 福岡県     | RKB毎日放送         | （火）15:15 - 15:25頃 | 『エンタメバラエティ THE☆ヒット情報』内                        | 仲谷一志 西田たかのり（提供読み担当） 中澤裕子→明光院昌子（中澤の産休代役）                              | JRN単独加盟局 2015年1月~2015年6月            |                                                                        |

## 提供読み
提供クレジット読みは、各ネット局の生ワイド番組の主に女性パーソナリティー及びアナウンサーが、生か収録したものが流される。なお提供社名は各局とも「東和薬品」ではなく「（ジェネリックの）東和」とアナウンスされていたが、ネット局減少後はニッポン放送・ABCラジオとも「（ジェネリックの）東和薬品」に変更された。

## 番組構成
提供読み（開始）→オープニングトーク（ワイド番組パーソナリティー）→本編（こうせつ、事前録音）→エンディングトーク（ワイド番組パーソナリティー）→CM→提供読み（終了）
- オープニングトークでは、前口上と、こうせつへの引き継ぎを行う。
- エンディングトークでは、本編からのBGM（こうせつ作・歌唱のCMソング「微笑みに出会うために」）が引き続き流れ（STVラジオでは別のBGMに差し替え）、トークを展開する。
- トーク部分は、主にパーソナリティが自身の人生の選択について語ったり（ABCラジオの場合）、放送された本編についてワイド番組アシスタントと共に感想を述べる。提供読みとトーク部分は各局、時間調整をしながらネット局による自社制作。

## 特別番組
- 2015年3月29日（日）20:00 ‐ 21:00に1時間の特別番組がニッポン放送にて放送された。内容は、事前にニッポン放送イマジンスタジオにて公開収録されたもの。出演は、こうせつと上柳昌彦アナ。こうせつによるミニライブの様子や、ジェネリック医薬品についての解説が放送された。
- 2015年6月10日（水…「微笑みに出会うために」のCD発売日）の夜には、朝日放送本社敷地内のABCホールで、50組100名のリスナーを招いて当コーナーの公開収録を実施。その模様は同月20日（土）21:05 ‐ 22:00にABCラジオにて放送された。出演は、こうせつと桑原征平、永田まり。